# Svaz komunistické mládeže Jugoslávie

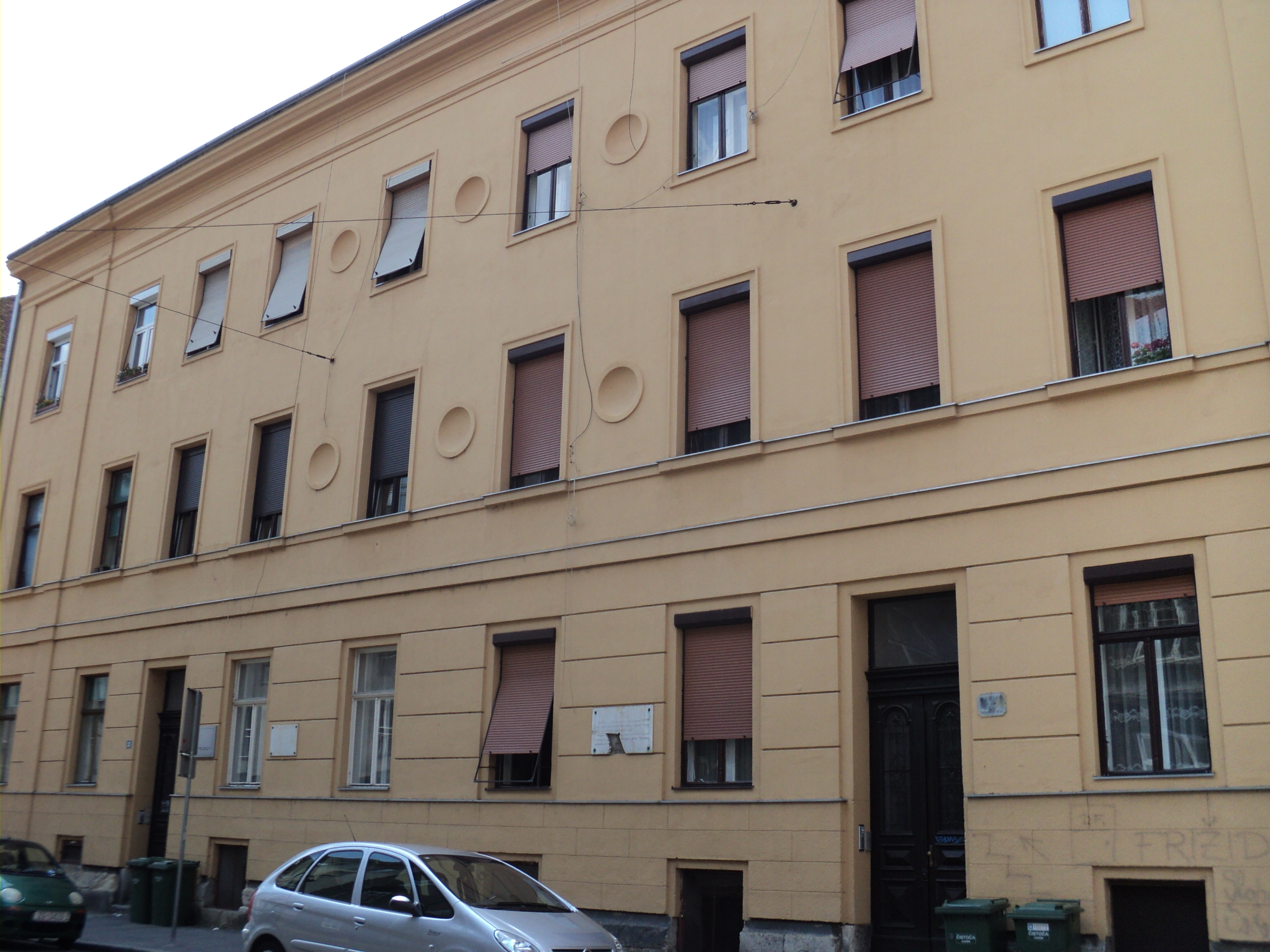
Budova, ve které byl SKOJ na podzim 1919 založen

Svaz komunistické mládeže Jugoslávie (srbochorvatsky Савез комунистичке омладине Југославије/Savez komunističke omladine Jugoslavije, zkratka SKOJ) byla mládežnická organizace Komunistické strany Jugoslávie.
Založen byl nedlouho po vzniku království Jugoslávie. První zasedání členů SKOJ se uskutečnilo dne 10. října 1919 v Záhřebu a stejně jako komunisté i on byl cílem tehdejšího silně antikomunistického režimu, který se pokoušel komunisty v Jugoslávii likvidovat. Královský režim během diktatury, která byla zavedena po 6. lednu 1929 na SKOJ ostře útočil. Zatkl jeho představitele, tzv. sedm sekretářů SKOJ (Paja Marganović, Mijo Oreški, Janko Mišić, Pero Popović Aga, Josip Kolumbo, Josip Debeljak a Zlatko Šnajder), kteří byli mučeni a následně zabiti. Komunistický režim, který se dostal v Jugoslávii v moci po roce 1945 jejich úlohu v mezválečné Jugoslávii glorifikoval.[zdroj?]
Jeho členstvo činilo po dlouhou dobu jen několik set až tisíc lidí. V roce 1939 se však k organizaci hlásilo už 30 000 lidí. Počet členů SKOJ se zvýšil během druhé světové války a organizovaného partyzánského hnutí, kdy byl sloučen se Sjednoceným svazem antifašistické mládeže Jugoslávie, kde však SKOJ autonomně fungoval. Pozdější organizace mládeže v komunistické Jugoslávii používaly již jiná jména. Definitivní zánik názvu SKOJ přišel v roce 1948.